# Антоање
Антоање (фр. Antoigné) насеље је и општина у западној Француској у региону Лоара, у департману Мен и Лоара која припада префектури Сомир.
По подацима из 2011. године у општини је живело 481 становника, а густина насељености је износила 26,92 становника/km². Општина се простире на површини од 17,87 km². Налази се на средњој надморској висини од 41 метар (максималној 74 m, а минималној 36 m).

## Демографија
| 1962. | 1968. | 1975. | 1982. | 1990. | 1999. | 2011. |
| ----- | ----- | ----- | ----- | ----- | ----- | ----- |
| 481   | 471   | 448   | 442   | 418   | 414   | 481   |

График промене броја становника у току последњих година